# Mychajlo Koman
Mychajlo Mychajlovyč Koman (in ucraino Михайло Михайлович Коман?; in russo Михаил Михайлович Коман?, Michail Michajlovič Koman; Ľubotín, 1º aprile 1928 – Kiev, 21 febbraio 2015) è stato un allenatore di calcio e calciatore sovietico, dal 1991 ucraino, di ruolo attaccante.

## Carriera
Giocò per quasi tutta la sua carriera nella Dinamo Kiev, vincendo una Coppa dell'Unione Sovietica nel 1954. Nel 1959, durante una tournée in Africa, soffrì di dolori al cuore e successivamente gli venne diagnosticato un blocco del muscolo cardiaco. Per motivi di salute si ritirò dal calcio giocato a soli 31 anni.
Nel 2004 fu insignito dell'Ordine al Merito di secondo grado. Si spense il 21 febbraio 2015 a Kiev, all'età di 86 anni.

## Palmarès

### Giocatore

#### Competizioni nazionali
- Coppa dell'URSS: 1

Dinamo Kiev: 1954